# Língua santali
A língua santale ou santáli é uma língua da subfamília munda das línguas austro-asiáticas, relacionada à ho e mundari. Essa língua éfalada por aproximadamente seis milhões de pessoas na Índia, Bangladesh, Nepal, e Butão. A maior parte desses falantes vivem na Índia, nos estados de Jharkhand, Assam, Bihar, Orissa, Tripura, e Bengala Ocidental. Essa língua possui seu próprio alfabeto, conhecido como ol chiki, mas o índice de alfabetização é muito baixo, entre 10 e 30%. A língua santali é falada pelos santalis.